# Бле, Данаэ
Данаэ Бле (фр. Danaé Blais; род. 10 мая 1999, в Шатоге, Квебек, Канада) — канадская шорт-трекистка. Участница зимних Олимпийских игр 2022 года, 2-кратная призёр чемпионатов мира.

## Спортивная карьера
Данаэ Бле родилась в пригороде Монреаля в Шатоге, и начала кататься на коньках в возрасте 7 лет в районе Ла-Саль, вслед за своими братом Седриком Бле, который завершил карьеру конькобежца в июне 2021 года. Сначала ей это не понравилось, и она сказала всем, что хочет заниматься гимнастикой, но её родители уговорили её, и через несколько месяцев она решила, что с гимнастикой покончено…
Данаэ Бле в возрасте 14 лет впервые участвовала в юниорском чемпионате Канады в 2014 году и заняла 15-е место в общем зачёте. Через год на открытом чемпионате Канады осталась только на 21-м месте в личном многоборье. Она занималась в конькобежном клубе Gadbois в Ла-Сале, а в 16 лет, в 2015 году переехала в Монреаль и тренировалась на арене Морис-Ришара. В январе 2016 года она дебютировала на юниорском чемпионате мира в Софии, где заняла 22-е место в общем зачёте. В декабре того же года заняла 1-е место в беге на 1000 м на чемпионате Канады среди юниоров.
В конце января 2017 года на юниорском чемпионате мира в Инсбруке в составе команды заняла 4-е место в эстафете. В 2018 году на юниорском чемпионате мира в Томашув-Мазовецки она выиграла золотую медаль в составе эстафетной команды. Тогда же в марте на национальном отборе в сборную заняла 7-е место в общем зачёте.
В сентябре 2018 года Бле заняла 7-е место на Национальном чемпионате Канады, а в декабре на этапе Кубка мира в Алматы выиграла бронзовую медаль в женской эстафете и серебряную в смешанной эстафете. В марте Бле поднялась на 5-е место на отборе в национальную сборную, одержав победу в беге на 1000 м и заняв 3-е место в беге на 1500 м. В сентябре она заняла 4-е место в многоборье на национальном чемпионате Канады.
В ноябре 2019 года на этапах Кубка мира в Солт-Лейк-Сити и Монреале выиграла в эстафетах две бронзы, а в декабре в Нагое выиграла серебряную медаль и Шанхае одержала победу в эстафете. В январе 2020 года на Чемпионате четырех континентов выиграла серебряную медаль в эстафете. Через месяц на этапе Кубка мира в Дордрехте вместе с командой завоевала серебряную медаль в женской эстафете. В марте 2020 года все международные соревнования были отменены из-за пандемии коронавируса на целый год. 
Данаэ квалифицировалась в сборную в начале 2021 года и участвовала на чемпионате мира в Дордрехте вместе с Элисон Чарльз, Кортни Саро, Флоренс Брюнелль и Клаудией Ганьон, где заняла 8-е место в эстафете. В ноябре на Кубке мира в Дордрехте в составе женской эстафеты выиграла серебряную медаль. Она чуть не пропустила олимпийскую квалификацию, из-за сотрясения мозга, перенесённого после падения на тренировках летом 2021 года. Затем, вернувшись, она порезала себе левую лодыжку, а потом, когда она была дома, она здорово похудела и вывихнула другую лодыжку. К счастью она квалифицировалась для участия в олимпиаде. Её отец Морис Бле не смог приехать в Пекин, поддержать дочь из-за пандемии коронавируса.
Она участвовала на зимних Олимпийских играх в Пекине в феврале 2022 года на дистанции 1500 м и в четвертьфинале упала, столкнувшись с казахской спортсменкой. В итоге заняла 25-е место. В апреле Данаэ завоевала серебряную медаль в составе женской эстафетной команды на чемпионате мира в Монреале. В сезоне 2022/23 Бле участвовала на этапах Кубка мира и часто попадала на подиум в составе эстафетной команды, но на чемпионат мира не была отобрана. В конце 2023 года на чемпионате четырёх континентов в Лавале получила бронзовые медали в забегах на 1000 и 1500 м, а также выиграла золотую в женской эстафете. Позже на чемпионате мира в Роттердаме выиграла бронзу в женской эстафете.

## Личная жизнь и семья
Данаэ Бле изучала психологию в Университете Квебека, также окончила колледж де Мезоннёв в Монреале со степенью бакалавра психологии (социальные и поведенческие науки).